# كارين أبوت
كارين أبوت (بالإنجليزية: Karen Abbott)‏ (و. 1973  م) هي مؤلفة، وصحفية أمريكية، ولدت في فيلادلفيا.